# Kim Sung-jun
Kim Sung-jun est un boxeur sud-coréen né le 3 juin 1953 à Busan et mort le 3 février 1989.

## Carrière
Passé professionnel en 1971, il devient champion de Corée du Sud puis d'Asie OPBF des poids mi-mouches en 1975 et 1978 avant de remporter le titre de champion du monde WBC de la catégorie le 30 septembre 1978 après sa victoire par KO au 3e round contre Netrnoi Sor Vorasingh. Sung-jun conserve son titre à 3 reprises puis est battu par Shigeo Nakajima le 3 janvier 1980. Il met un terme à sa carrière de boxeur en 1982 sur un bilan de 28 victoires, 14 défaites et 6 matchs nuls. Atteint de démence pugilistique et ayant des problèmes financiers, il se suicide en se jetant d'un hôtel à Séoul en 1989.